# 利奇菲爾德 (密歇根州)
利奇菲爾德（英語：Litchfield）是一個位於美國密歇根州希爾斯代爾縣的城市。

## 人口
根據2020年美國人口普查的數據，利奇菲爾德的面積為7.28平方千米，當中陸地面積為7.18平方千米，而水域面積為0.10平方千米。當地共有人口1399人，而人口密度為每平方千米192人。